# Dansk Klokkemuseum
Dansk Klokkemuseum er et dansk museum for klokker, der har til huse i Over Lerte Kirke (nordøst for Jels) ved siden af Sønderjysk Skolemuseum. Museet blev etableret i 1991. Museet har sæsonåben i perioden maj til oktober.
- Wikimedia Commons har flere filer relateret til Dansk Klokkemuseum

55°22′42″N 9°16′39″Ø / 55.37839°N 9.27743°Ø